# Rudi Sehring
Rudi Sehring (Langen, 13 juni 1930) is een Duitse jazzdrummer.

## Biografie
Sehring werd in 1949 lid van het Joe Klimm Combo. In 1953 wisselde hij met Albert Mangelsdorff naar het kwintet van Hans Koller, speelde midden jaren 1950 onder andere met Stan Getz, Lars Gullin, Lee Konitz, Zoot Sims en Bill Russo en had een eigen trio met Attila Zoller en de bassist Johnny Fischer (Rhythm and Something More, Mod Records, 1956). Als lid van de Frankfurt All Stars haalde Albert Mangelsdorff hem in 1957 naar het Jazz-Ensemble des Hessischen Rundfunks (waar hij in 1958 o.a. betrokken was bij de opname van de lp Die Opa Hirchleitner Story). In 1960 werd hij lid van het Tanz- und Unterhaltungsorchesters des Hessischen Rundfunks. 

## Privéleven
Sehring woont heden samen met zijn vrouw in het Nedersaksische Aurich.